# Mulheres (programa de televisão)
Mulheres é um programa de variedades brasileiro produzido e exibido pela TV Gazeta desde 22 de setembro de 1980, sendo assim um dos mais antigos programas do gênero feminino da televisão brasileira. O programa foi criado para substituir o Clarice Amaral em Desfile, quando Clarice deixou a emissora.
Foi originalmente apresentado por Ione Borges (1980–1999) e Claudete Troiano (1980–1996), dupla essa conhecida como "as parceirinhas", seguido por Márcia Goldschmidt e Leão Lobo (1999–2001), Christina Rocha e Clodovil Hernandes (2001–2002), Catia Fonseca (2002–2018), Regina Volpato (2018–2023) e Regiane Tápias (2023–2025). Desde julho de 2023 é apresentado por Pâmela Domingues e desde fevereiro de 2025 também é apresentado por Camila Galetti.

## História

### Décadas de 1980, 1990 e 2000
No ar desde o dia 22 de setembro de 1980, o programa Mulheres foi comandado durante dezesseis anos por Ione Borges e Claudete Troiano. A parceria foi tão bem-sucedida que a dupla Ione e Claudete ficaram conhecidas como "As parceirinhas". O programa inicialmente em 1980 também contava com apresentação de Ângela Rodrigues Alves.
Em 1996, a parceria foi desfeita: Claudete passou a apresentar outra atração feminina na TV Gazeta, o Pra Você. Já Ione permaneceu sozinha no comando do programa.
Em junho de 1999, Ione Borges deixou o Mulheres para assumir o comando de seu programa noturno. Claudete voltou a apresentar o programa, e permaneceu até setembro de 2000.
Com a ida de Claudete para a Rede Record, o programa passou a ser apresentado por Márcia Goldschmidt e Leão Lobo. Quando Márcia e Leão se transferem  para a Rede Bandeirantes, a direção da TV Gazeta em maio de 2001  contratou Christina Rocha e Clodovil. Apesar da boa audiência obtida pelo programa, a dupla não tinha muita afinidade. Logo, a parceria chegou ao fim.
Em 4 de março de 2002, Catia Fonseca assumiu o comando do Mulheres. Catia imprimiu um novo estilo ao programa, tornando-o mais alegre e descontraído. A atração contou também com a participação da personagem Mamma Bruschetta (interpretada pelo ator Luiz Henrique, que já participou do programa Rá-Tim-Bum, da TV Cultura) e do repórter Fábio Grabarz.

### Década de 2010
Em 2012, a TV Gazeta passou por uma reformulação, que acabou atingindo o programa Mulheres, que em março teve o diretor do programa substituído; Rodrigo Riccó passou a ocupar o cargo de Laércio Alves, que foi dispensado da emissora.
Em abril, o programa entra numa nova fase, recebe um novo cenário, começa a contar com a parceria do jornalismo da emissora, mas mantêm seu perfil de revista e continua a ir ao ar no mesmo horário. Dentre as mudanças de conteúdo do programa, além do jornalismo, o programa passa a contar com maior número de pautas e diversifica o conteúdo com o objetivo conjunto da emissora em fortalecer a audiência.
Em 2015, o programa Mulheres passa a ter como diretor Ocimar de Castro e completa 35 anos no ar, sendo o mais antigo programa feminino da televisão brasileira. O programa é exibido de segunda a sexta, às 14 horas. Já passaram pela apresentação do programa Ângela Rodrigues Alves, "as parceirinhas" Ione Borges e Claudete Troiano, Márcia Goldschmidt, Leão Lobo, Clodovil e Christina Rocha.
No final de julho de 2016, Mamma Bruschetta foi demitida da TV Gazeta após 15 anos de colaboração, dessa forma deixando de fazer parte do elenco do programa. A saída de Mamma Bruschetta da emissora deve-se a um projeto que faria no SBT, no qual não poderia conciliar com o programa da Gazeta. O ator Guilherme Uzeda, que fazia participações no Mulheres como a personagem Tia, passa a fazer parte da atração após a saída de Bruschetta.
Em 12 de dezembro de 2017, o jornalista Flávio Ricco, do portal UOL, noticiou em sua coluna que Catia Fonseca deixaria a TV Gazeta e o comando do programa Mulheres para apresentar uma nova atração vespertina na Band a partir de 2018. Catia Fonseca e a TV Gazeta negaram as informações dadas pelo colunista. Porém, na noite do mesmo dia, Ricco publica uma nova nota em sua coluna com um comunicado interno da Band informando a contração de Fonseca para comandar um programa na sua grade de programação, com estreia prevista para março. Após a publicação do comunicado pela coluna, Fonseca confirmou que iria para a Band. A apresentadora permaneceu no comando da atração até o dia 22 de dezembro, quando a TV Gazeta passou a exibir programas pré-gravados sob o seu comando até o mês de janeiro. A Gazeta encerrou o Mulheres sem música, pois Catia Fonseca iria para a Band.
Em 8 de janeiro de 2018, o programa passa a ser comandado por Regina Volpato, ex-apresentadora de atrações como Casos de Família (SBT), Manhã Maior e Se Liga Brasil (ambas na RedeTV!). A jornalista foi contratada pela Gazeta em outubro de 2017 para cobrir as férias da antiga titular, Catia Fonseca, e permaneceu como apresentadora do  Mulheres apenas no mês de janeiro. A contratação de Volpato pela TV Gazeta se deu pelo fato das apresentadoras Regiane Tápias e Marisy Idalino, que geralmente cobrem as férias da titular do Mulheres, não poderem executar tal ação por estarem grávidas. A jornalista foi efetivada como apresentadora do Mulheres em fevereiro de 2018. Em 26 de fevereiro, o programa estreou novo cenário, com antiga vinheta de abertura e identidade visual. Em 24 de janeiro de 2019, é anunciada a saída do ator Guilherme Uzeda, que fazia a personagem Tia. O motivo da saída foi divergências artísticas com Regina Volpato. Em março de 2019, é anunciada a mudança para o horário das 15h com a estreia da nova programação a partir de 1º de abril, sendo que neste dia marca a volta da personagem Tia, personagem do ator Guilherme Uzeda ao Mulheres.

### Década de 2020
Em 9 de março de 2020, com o lançamento do programa Fofoca Aí, o Mulheres passa a ser exibido, das 14:30 até as 18:00, com 3 horas e 30 minutos de duração. A programação da Gazeta foi modificada devido a Pandemia do Coronavirus. O programa é exibido atualmente das 14:00 até as 18:00, com 4 horas de duração.. Regina Volpato continua na apresentação, assim como os participantes da mesa da fofoca Leão Lobo, Tia Guilherme Uzeda e Tutu (Arthur Pires), além de Gabriel Perline, que participou do programa durante a suspensão da exibição do Revista da Cidade. Além disso, em setembro, o programa completou 40 anos no ar. Em 21 de setembro, o programa ganhou nova abertura e identidade visual. O programa comemorativo de 40 anos, foi ao ar no dia 23 de setembro, com momentos marcantes e emocionantes com as ex-apresentadoras que fizeram parte da história do programa desde 1980, como "as eternas parceirinhas" Ione Borges e Claudete Troiano e a atual contratada da Band, Catia Fonseca, que participou via videoconferência. Em 2022, Fefito deixa a Gazeta e transfere-se para RedeTV!, onde atualmente apresenta o TV Fama.
Em 20 de junho de 2023, foi anunciado que Regina Volpato irá deixar a Gazeta, e consequentemente, o programa Mulheres. O motivo principal foi que a apresentadora recusou reduzir o seu salário em 20%, medida anunciada pela Fundação Cásper Líbero, mantenedora da TV a seus funcionários e diretores, como forma de mitigar os efeitos da crise financeira que atingiu o grupo. Ela deixou a atração em 28 de julho. Em 31 de julho de 2023 assumem Regiane Tápias e Pâmela Domingues.
No dia 26 de janeiro de 2024, Pâmela Domingues se despede do programa temporariamente, para entrar em licença-maternidade. A apresentadora não é substituída neste período, tendo Regiane Tápias como única titular da atração até a volta de Pâmela. 
Em 7 de fevereiro de 2025, Regiane Tápias decide rescindir o seu contrato com a TV Gazeta por motivos pessoais, deixando o comando da atração no dia 11 do mesmo mês, apesar da despedida estar prevista para o dia 14, sendo substituída por Camila Galetti.